# Castell de Querol (Alt Camp)
|  | Aquest article tracta sobre un castell de l'Alt Camp. Si cerqueu el castell homònim de l'Alta Cerdanya, vegeu «Castell de Querol (Porta)». |

El castell de Querol ocupa un peny de roca a 565 m. d'altitud sota del qual s'estructura el poble.
A l'extrem nord-est del pla superior, a l'entorn d'un petit peny rocós, es conserven les restes del que fou, segurament, el primer recinte bastit als segles X-XI. Es tracta, concretament, de l'angle de tancament nord-est, constituït com un mur de desenvolupament curvilini, de 80 cm d'amplada a l'extrem nord-oest i 1,20 m a l'extrem nord-est, bastit amb un parament de carreus petits i que en alguns sectors desenvolupa la tècnica de l'opus spicatum.

## Ubicació
El castell de Querol està situat en un replà del vessant ponentí del conjunt muntanyós de Montagut, per damunt del Gaià, que hi passa uns centenars de metres per sota. Des del castell es veu al nord l'engorjat d'on surt el Gaià; al nord-oest, el torrent d'Esblada; al nord-est, cal Baldric; al sud-oest, Selmella; al sud, Pinyana; i al sud-oest, la vall del Gaià

## Història del conjunt

Escut oficial de Querol

El castell de Querol té el seu origen a mitjan segle x. L'any 993 el documenta Sendred, fill d'Ansulf de Gurb, en una donació de terres situades dins del terme castral de Querol. El 996, Sendred i la seva muller Matresinda venen a Hug de Cervelló, germà de l'esmentat Sendred, els castells de Querol, Montagut i Pinyana. D'aquesta manera s'inicia el domini del llinatge dels Cervelló, que perdura fins al segle xvi. En un primer moment, els comtes de Barcelona en mantenen el domini superior. L'any 1023 es fa referència al castell, junt amb Montagut i Pinyana, en un document de la comtessa Ermessenda que dona els esmentats castells com a garantia de pau al seu fill, el comte Berenguer Ramon I. El 1062 Guerau Alemany (I) de Cervelló, fill d'Alemany Hug, que fins aquell moment ha fet costat a la comtessa Ermessenda en les disputes amb el seu net el comte Ramon Berenguer I de Barcelona, jura fidelitat al comte pels castells de Querol, Montagut, Pinyana i Pontils. L'any 1112 Ramon Berenguer III i la seva muller Dolça donaren a Guerau Alemany III de Cervelló la dominicatura de Querol i Pinyana.
L'any 1193 en el testament de Guerau Alemany V el castell de Querol passa al seu fill Ramon Alemany. Aquest, Ramon Alemany de Cervelló, mor l'any 1229 durant la conquesta de Mallorca. En el seu testament disposa edificar hospitals per als pobres: un al monestir de Santes Creus i un altre al costat de la capella de Sant Joan Baptista del castell de Querol. És important destacar les donacions al monestir d'extensos territoris dins de la baronia de Querol, fet que reportarà al segle següent importants enfrontaments entre el seu llinatge i Santes Creus. Les desavinences no s'acaben fins a finals del segle xv quan els seus descendents, Guerau Alemany de Cervelló i el seu fill Martí, es veuen obligats a confirmar de forma definitiva els drets que encara addueixen en aquestes terres. Llavors, i segons el fogatge de 1496, Querol compta amb 27 famílies. A començament del segle xvi, com a conseqüència dels enllaços familiars, es cognominen Barberà (Guialmar, filla de Martí Joan Alemany, i Joan de Barberà, castlà de Vilafranca de Penedès). Poc després, vers l'any 1597, per altre matrimoni, la baronia de Querol passà als Saiol, els quals mantenen l'ús del títol fins a la fi del segle xix. Tot i que la fortalesa fou incendiada i malmesa en més d'una ocasió en el decurs de la seva història, l'embat definitiu es produeix l'any 1835 en el context de les guerres carlistes. Historiadors de l'època relaten que els facciosos es fan forts al castell de Querol, on acumulen una important quantitat de queviures i municions. Després d'una sagnant batalla a camp obert són vençuts pels miquelets procedents de Santa Coloma. El castell és finalment abatut amb vuit barrils de pólvora, després de treure'n vint-i-vuit matxos carregats de mobles. Llavors a mitjan segle xix, Querol és una vila que té 358 habitants.